# Azerbeidzjan op de Paralympische Zomerspelen 2020
Azerbeidzjan was een van de landen die deelnam aan de Paralympische Zomerspelen 2020 in Tokio, Japan.

## Medailleoverzicht
| Sport       | Paralympiër       | Onderdeel                  | Medaille |
| ----------- | ----------------- | -------------------------- | -------- |
| Atletiek    | Orkhan Aslanov    | Verspringen, T13 (m)       | Goud     |
| Atletiek    | Elvin Astanov     | Kogelstoten, F53 (m)       | Goud     |
| Atletiek    | Hamed Heidari     | Speerwerpen, F57 (m)       | Goud     |
| Atletiek    | Lamiya Valiyeva   | 400 m, T13 (v)             | Goud     |
| Judo        | Shahana Hafiyeva  | -48 kg (v)                 | Goud     |
| Judo        | Kanim Huseynova   | -63 kg (v)                 | Goud     |
| Judo        | Dursadaf Karimova | +70 kg (v)                 | Goud     |
| Judo        | Huseyn Rahimli    | -81 kg (m)                 | Goud     |
| Judo        | Vugar Shirinli    | -60 kg (m)                 | Goud     |
| Judo        | Sevda Valiyeva    | -57 kg (v)                 | Goud     |
| Zwemmen     | Vali Israfilov    | 100 m schoolslag, SB12 (m) | Goud     |
| Zwemmen     | Raman Salei       | 100 m vrije slag, S12 (m)  | Goud     |
| Zwemmen     | Raman Salei       | 100 m rugslag, S12 (m)     | Goud     |
| Zwemmen     | Raman Salei       | 100 m vlinderslag, S12 (m) | Goud     |
|             |                   |                            |          |
| Atletiek    | Lamiya Valiyeva   | 100 m, T13 (v)             | Zilver   |
|             |                   |                            |          |
| Atletiek    | Said Najafzade    | Verspringen, T12 (m)       | Brons    |
| Bankdrukken | Parvin Mammadov   | -49 kg (m)                 | Brons    |
| Judo        | Namig Abasli      | -66 kg (m)                 | Brons    |
| Judo        | Ilham Zakiyev     | +100 kg (m)                | Brons    |

## Deelnemers en resultaten
(m) = mannen, (v) = vrouwen 

### Atletiek

#### Baanonderdelen
| Atleet            | Onderdeel      | Series    | Series         | Finale              | Finale              |
| Atleet            | Onderdeel      | Resultaat | Rang           | Resultaat           | Rang                |
| ----------------- | -------------- | --------- | -------------- | ------------------- | ------------------- |
| Elmir Jabrayilov  | 100 m, T13 (m) | DNF       | Niet gefinisht | Niet gekwalificeerd | Niet gekwalificeerd |
| Elmir Jabrayilov  | 400 m, T13 (m) | 0:52.17   | 12e            | Niet gekwalificeerd | Niet gekwalificeerd |
|                   |                |           |                |                     |                     |
| Elena Chebanu     | 100 m, T13 (v) | 12.16     | 3e             | 12.41               | 7e                  |
| Iuliia Ianovskaia | 100 m, T13 (v) | 12.41     | 7e             | 12.30               | 4e                  |
| Iuliia Ianovskaia | 400 m, T13 (v) | 0:56.55   | 4e             | 0:57.68             | 5e                  |
| Lamiya Valiyeva   | 100 m, T13 (v) | 12.09     | 2e             | 11.99               | Zilver              |
| Lamiya Valiyeva   | 400 m, T13 (v) | 0:55.71   | 3e             | 0:55.00 PR          | Goud                |

#### Veldonderdelen
| Paralympiër     | Onderdeel             | Resultaat | Prestatie   |
| --------------- | --------------------- | --------- | ----------- |
| Kamil Aliyev    | Verspringen, T12 (m)  | 5e        | 6.89        |
| Orkhan Aslanov  | Verspringen, T13 (m)  | Goud      | 7.36        |
| Elvin Astanov   | Kogelstoten, F53 (m)  | Goud      | 8.77 PR     |
| Orkhan Gasimov  | Speerwerpen, F13 (m)  | 5e        | 58.96       |
| Hamed Heidari   | Speerwerpen, F57 (m)  | Goud      | 51.42 WR PR |
| Olokhan Musayev | Kogelstoten, F55 (m)  | 5e        | 11.89       |
| Olokhan Musayev | Discuswerpen, F56 (m) | 7e        | 37.92       |
| Samir Nabiyev   | Kogelstoten, F57 (m)  | 7e        | 13.12       |
| Said Najafzade  | Verspringen, T12 (m)  | Brons     | 7.03        |

### Bankdrukken
| Paralympiër      | Onderdeel   | Resultaat             | Prestatie             |
| ---------------- | ----------- | --------------------- | --------------------- |
| Shamo Aslanov    | +107 kg (m) | Geen geldig resultaat | Geen geldig resultaat |
| Nurlan Babajanov | -97 kg (m)  | 7e                    | 185.0                 |
| Elshan Huseynov  | -107 kg (m) | Geen geldig resultaat | Geen geldig resultaat |
| Parvin Mammadov  | -49 kg (m)  | Brons                 | 156.0                 |

### Judo
| Paralympiër         | Onderdeel   | Resultaat | Prestatie |
| ------------------- | ----------- | --------- | --- |
| Namig Abasli        | -66 kg (m)  | Brons     | Kwartfinale: V van ESP Sergio Ibanez Banon Herkansingen, 1e ronde: W van PUR Luis Jabdiel Perez Diaz Herkansingen, finale: W van RPC Viktor Rudenko Troostfinale: W van UKR Davyd Khorava |
| Kanan Abdullakhanli | -100 kg (m) | -         | 1/8e finale: V van UZB Sharif Khalilov |
| Ramil Gasimov       | -73 kg (m)  | -         | 1/8e finale: V van KAZ Temirzhan Daulet (Niet gestart) |
| Huseyn Rahimli      | - 81 kg (m) | Goud      | Kwartfinale: W van GBR Daniel Powell Halve finale: W van KOR Lee Jung Min Finale: W van UZB Davurkhon Karomatov                                                                           |
| Vugar Shirinli      | -60 kg (m)  | Goud      | Kwartfinale: W van TUR Recep Ciftci Halve finale: W van ROM Florin Alexandru Bologa Finale: W van KAZ Anuar Sariyev                                                                       |
| Ilham Zakiyev       | +100 kg (m) | Brons     | 1/8e finale: W van GBR Jack Hodgson Kwartfinale: V van KOR Choi Gwang Geun Herkansingen, finale: W van JAM Theador Subba Troostfinale: W van UZB Shirin Sharipov                          |
|                     |             |           | |
| Shahana Hafiyeva    | -48 kg (v)  | Goud      | Kwartfinale: W van JPN Shizuka Hangai Halve finale: W van RPC Viktoriya Potapova Finale: W van FRA Sandrine Martinet                                                                      |
| Kanim Huseynova     | -63 kg (v)  | Goud      | Kwartfinale: W van JPN Hiroko Kudo Halve finale: W van CHN Wang Yue Finale: W van UKR Iryna Husieva                                                                                       |
| Dursadaf Karimova   | +70 kg (v)  | Goud      | Kwartfinale: W van UKR Anastasiia Harnyk Halve finale: W van BRA Meg Emmerich Finale: W van KAZ Zarina Baibatina                                                                          |
| Basti Safarova      | -52 kg (v)  | -         | Kwartfinale: V van JPN Yui Fujiwara Herkansingen, finale: V van UKR Nataliya Nikolaychyk                                                                                                  |
| Sevda Valiyeva      | -57 kg (v)  | Goud      | Kwartfinale: W van KAZ Dayana Fedossova Halve finale: W van TUR Zeynep Celik Finale: W van UZB Parvina Samandarova                                                                        |

### Schietsport
| Paralympiër     | Onderdeel                  | Kwalificatie | Kwalificatie | Finale              | Finale              |
| Paralympiër     | Onderdeel                  | Score        | Rang         | Score               | Rang                |
| --------------- | -------------------------- | ------------ | ------------ | ------------------- | ------------------- |
| Kamran Zeynalov | 10 m luchtpistool, SH1 (m) | 543.0        | 23e          | Niet gekwalificeerd | Niet gekwalificeerd |
| Kamran Zeynalov | 50 m pistool, SH1 (g)      | 518.0        | 20e          | Niet gekwalificeerd | Niet gekwalificeerd |
|                 |                            |              |              |                     |                     |
| Yelena Taranova | 10 m luchtpistool, SH1 (v) | 538.0        | 16e          | Niet gekwalificeerd | Niet gekwalificeerd |
| Yelena Taranova | 25 m pistool, SH1 (g)      | 516.0        | 29e          | Niet gekwalificeerd | Niet gekwalificeerd |
| Yelena Taranova | 50 m pistool, SH1 (g)      | 503.0        | 29e          | Niet gekwalificeerd | Niet gekwalificeerd |

### Taekwondo
| Paralympiër        | Onderdeel        | Resultaat | Prestatie |
| ------------------ | ---------------- | --------- | --- |
| Abulfaz Abuzarli   | - 75 kg, K44 (m) | 7e        | 1/8e finale: W van PHI Allain Keanu Ganapin Kwartfinale: V van MEX Juan Diego Lopez Garcia met 5-38 Herkansingen, 1e ronde: W van UKR Anton Shvets met 60-36 Herkansingen, finale: V van KOR Joo Jeonghun met 32-46 |
| Imamaddin Khalilov | -61 kg, K44 (m)  | 7e        | 1/8e finale: V van RPC Danil Sidorov met 19-25 Herkansingen, 1e ronde: W van JPN Mitsuya Tanaka met 20-15 Herkansingen, finale: V van FRA Bopha Kong met 26-29                                                      |
|                    |                  |           | |
| Royala Fataliyeva  | -49 kg, K44 (v)  | 7e        | 1/8e finale: V van THA Khwansuda Phuangkitcha met 4-17 Herkansingen, 1e ronde: W van IND Aruna Herkansingen, finale: V van UKR Viktoriia Marchuk met 20-26                                                          |

### Zwemmen
| Atleet          | Onderdeel                  | Series              | Series              | Finale              | Finale              |
| Atleet          | Onderdeel                  | Resultaat           | Rang                | Resultaat           | Rang                |
| --------------- | -------------------------- | ------------------- | ------------------- | ------------------- | ------------------- |
| Vali Israfilov  | 100 m schoolslag, SB12 (m) | Niet van toepassing | Niet van toepassing | 1:04.86 PR          | Goud                |
| Vali Israfilov  | 100 m vlinderslag, S12 (m) | 1:10.59             | 10e                 | Niet gekwalificeerd | Niet gekwalificeerd |
| Raman Salei     | 50 m vrije slag, S13 (m)   | 0:23.98             | 5e                  | 0:23.85             | 4e                  |
| Raman Salei     | 100 m vrije slag, S12 (m)  | 0:53.89             | 2e                  | 0:52.69             | Goud                |
| Raman Salei     | 100 m rugslag, S12 (m)     | Niet van toepassing | Niet van toepassing | 1:00.30             | Goud                |
| Raman Salei     | 100 m vlinderslag, S12 (m) | 0:58.99             | 1e                  | 0:57.81             | Goud                |
|                 |                            |                     |                     |                     |                     |
| Dana Shandibina | 100 m schoolslag, SB13 (v) | 1:24.51             | 11e                 | Niet gekwalificeerd | Niet gekwalificeerd |

Afghanistan · 
Algerije · 
Amerikaanse Maagdeneilanden · 
Angola · 
Argentinië · 
Armenië · 
Aruba · 
Australië · 
Azerbeidzjan · 
Bahrein · 
Barbados · 
Belarus · 
België · 
Benin · 
Bermuda · 
Bosnië en Herzegovina · 
Botswana · 
Brazilië · 
Bulgarije · 
Burkina Faso · 
Burundi · 
Cambodja · 
Canada · 
Centraal-Afrikaanse Republiek · 
Chili · 
China · 
Chinees Taipei · 
Colombia · 
Congo-Brazzaville · 
Congo-Kinshasa · 
Costa Rica · 
Cuba · 
Cyprus · 
Denemarken · 
Dominicaanse Republiek · 
Duitsland · 
Ecuador · 
Egypte · 
El Salvador · 
Estland · 
Ethiopië · 
Faeröer · 
Fiji · 
Filipijnen · 
Finland · 
Frankrijk · 
Gabon · 
Gambia · 
Georgië · 
Ghana · 
Griekenland · 
Groot-Brittannië · 
Guatemala · 
Guinee · 
Guinee‑Bissau · 
Haïti · 
Honduras · 
Hongarije · 
Hongkong · 
Ierland · 
IJsland · 
India · 
Indonesië · 
Irak · 
Iran · 
Israël · 
Italië · 
Ivoorkust · 
Jamaica · 
Japan · 
Jordanië · 
Kaapverdië · 
Kameroen · 
Kazachstan · 
Kenia · 
Kirgizië · 
Koeweit · 
Kroatië · 
Laos · 
Lesotho · 
Letland · 
Libanon · 
Liberia · 
Libië · 
Litouwen · 
Luxemburg · 
Madagaskar · 
Maleisië · 
Mali · 
Malta · 
Marokko · 
Mauritius · 
Mexico · 
Moldavië · 
Mongolië · 
Montenegro · 
Mozambique · 
Namibië · 
Nederland · 
Nepal · 
Nicaragua · 
Nieuw-Zeeland · 
Niger · 
Nigeria · 
Noord-Macedonië · 
Noorwegen · 
Oeganda · 
Oekraïne · 
Oezbekistan · 
Oman · 
Oostenrijk · 
Pakistan · 
Palestina · 
Panama · 
Papoea-Nieuw-Guinea · 
Peru · 
Polen · 
Portugal · 
Puerto Rico · 
Qatar · 
Roemenië · 
Russisch Paralympisch Comité ·
Rwanda · 
Saint Vincent en Grenadines · 
Samoa · 
Saoedi-Arabië · 
Sao Tomé en Principe · 
Senegal · 
Servië · 
Seychellen · 
Sierra Leone · 
Singapore · 
Slovenië · 
Slowakije · 
Somalië · 
Spanje · 
Sri Lanka · 
Syrië · 
Tadzjikistan · 
Tanzania · 
Thailand · 
Togo · 
Tonga · 
Trinidad en Tobago · 
Tsjechië · 
Tunesië · 
Turkije · 
Turkmenistan · 
Uruguay · 
Venezuela · 
Verenigde Arabische Emiraten · 
Verenigde Staten · 
Vietnam · 
Zimbabwe · 
Zuid-Afrika · 
Zuid-Korea · 
Zweden · 
Zwitserland
Paralympisch Vluchtelingen Team